# Kaufman, Texas
Kaufman là một thành phố trong quận Kaufman, Texas, Hoa Kỳ. Dân số là 6.490 vào điều tra dân số năm 2000. Nó là quận lỵ của Quận Kaufman 5.

## Địa lý
Kaufman có vị trí 32 ° 35'7 "N 96 ° 18'28" W / 32,58528 ° N 96,30778 ° W / 32,58528; -96,30778 (32,585395, -96,307673) [4].
Theo Hoa Kỳ điều tra dân số Cục, thành phố có tổng diện tích là 6,8 dặm vuông (17,7 km ²), trong đó, 6,6 dặm vuông (17,2 km ²) là đất và 0,2 dặm vuông (0,5 km ²) của nó (2,64%) là diện tích nước.

## Nhân khẩu
Theo điều tra dân số 2 năm 2000, thành phố đã có 6.490 người, 2.179 hộ, và 1.579 gia đình sống trong thành phố. Mật độ dân số là 977,9 người / dặm vuông (377.4/km ²). Có 2.310 đơn vị nhà ở với mật độ trung bình là 348.1/sq mi (134.3/km ²). Cơ cấu chủng tộc của dân cư gồm 67,83% người da trắng, 12,87% người Mỹ gốc Phi, 0,66% người Mỹ bản xứ, 0,42% người châu Á, 15,92% từ các chủng tộc khác, và 2,31% từ hai hoặc nhiều chủng tộc. Hispanic hay Latino thuộc chủng tộc nào được 29,74% dân số.
Có 2.179 hộ, trong đó 40,9% có trẻ em dưới 18 tuổi sống chung với họ, 51,1% là đôi vợ chồng sống với nhau, 15,9% có chủ hộ là nữ không có mặt chồng, và 27,5% đã không có gia đình. 24,1% các hộ gia đình đã được tạo thành từ các cá nhân và 13,1% có người sống một mình 65 tuổi trở lên đã được người. Bình quân mỗi hộ là 2,86 và cỡ gia đình trung bình là 3,39.
Trong thành phố dân cư với độ tuổi với 30,4% ở độ tuổi dưới 18, 11,0% 18-24, 30,1% 25-44, 16,4% 45-64, và 12,1% 65 tuổi trở lên. Tuổi trung bình là 30 năm. Cứ mỗi 100 nữ có 94,0 nam giới. Cứ mỗi 100 nữ 18 tuổi trở lên, có 93,2 nam giới.
Thu nhập trung bình cho một hộ gia đình trong thành phố là $ 32.250, và thu nhập trung bình cho một gia đình là $ 38,983. Nam giới có thu nhập trung bình $ 29.637 so với 23.695 $ cho phái nữ. Thu nhập trên đầu cho thành phố là 15.024 $. Giới 12,4% gia đình và 15,7% dân số sống dưới mức nghèo khổ, bao gồm 20,2% những người dưới 18 tuổi và 14,1% có độ tuổi từ 65 trở lên.